# حلم الجنوبي
حلم الجنوبي هو مسلسل مصري، من تأليف محمد صفاء عامر وإخراج جمال عبد الحميد، ومن إنتاج قطاع الإنتاج - اتحاد الإذاعة والتلفزيون (ج.م.ع) ، وبطولة صلاح السعدني .

## القصة
يحكي المسلسل قصة اكتشاف مدرس تاريخ مصري لمكان مقبرة الإسكندر الأكبر بمدينة الإسكندرية في مصر، ويظهر المسلسل مدى حب المصري لتاريخ بلده وحرصه على آثارها، في احداث المسلسل نجد “بردية” تقع في يد عمران تاجر الاثار الكبير الذي يريد معرفة محتوى البردية فيستعين ب نصر وهدان القط الذي يجيد اللغة الهيروغليفية لترجمة البردية ويكتشف نصر ان هذه البردية بها مكان مقبرة الاسكندر الأكبر ويرفض إعادتها إلى عمران، مما يدفع عمران لمحاولة الانتقام من نصر وتتدخل في الأمر أجهزة مخابرات تحاول الوصول إلى نصر لمعرفة محتوى البردية.

## تمثيل
- صلاح السعدني بدور نصر وهدان القط.
- حسن حسني بدور الحاج عمران
- أبو بكر عزت بدور دكتور لاشين
- معالي زايد بدور نوسة عنبر
- أحمد السقا بدور نقيب حمدي
- عبد الله فرغلي بدور المستشار أنور
- جيهان فاضل بدور زينب
- علاء مرسي بدور الصغير
- ألان زغبي
- عهدي صادق بدور روافائيل
- سيمون بدور رقية
- محمود الجندي بدور ضاحي النمر
- سعيد طرابيك بدور حماد
- محمد فرج بدور زقزوق السكري
- مصطفى متولي بدور حمودة بيه
- طلعت زكريا بدور جابر
- غريب محمود بدور الزرزور
- محمود البزاوي بدوررشدان
- سناء شافع بدور دكتور محسن
- شوقي شامخ بدور محمود الكومي